# Mammillaria pectinifera
Mammillaria pectinifera ist eine Pflanzenart aus der Gattung Mammillaria in der Familie der Kakteengewächse (Cactaceae). Das Artepitheton pectinifera bedeutet ‚kammartig‘. Ein spanischer Trivialname ist „Conchilinque“.

## Beschreibung
Mammillaria pectinifera hat einen kurz zylindrischen bis kugeligen Körper mit einer Höhe von bis zu 8 Zentimeter und einem Durchmesser von bis zu 6 Zentimeter. Auf den ebenfalls zylindrischen Warzen sitzen etwa 20 bis 40 reinweiße, borstenartige Randdornen mit einer Länge von 0,2 Zentimeter, die den Körper kammartig bedecken. Die Axillen sind kahl und die Areolen etwas länglich. Die Mitteldornen fehlen vollständig. Die Blüten sind 2,5 Zentimeter im Durchmesser. Sie sind gelblichweiß, weiß, rosa oder rosa mit dunklerem Mittelstreifen. Die Narbe ist grün. Die Früchte sind rötlich, klein und stehen kaum über den kammartig angeordneten Randdornen hervor. Die Samen sind schwarz.

## Verbreitung, Systematik und Gefährdung
Mammillaria pectinifera kommt auf einem sehr begrenzten Areal im mexikanischen Bundesstaat Puebla bei Tehuacán in der Nähe von San Lorenzo in ca. 1900 m Höhe vor.
Die Erstbeschreibung erfolgte 1898 durch Frédéric Albert Constantin Weber. Nomenklatorische Synonyme sind Pelecyphora pectinata Stein (1885), Solisia pectinata (Stein) Britton & Rose (1923) und Neomammillaria pectinata (Stein) Fosberg (1931).
Es werden folgende Unterarten unterschieden:
- Mammillaria pectinifera subsp. pectinifera
- Mammillaria pectinifera subsp. solisioides (Backeb.) D.R.Hunt

Mammillaria pectinifera wird in Anhang I des Washingtoner Artenschutz-Übereinkommen geführt. In der Roten Liste gefährdeter Arten der IUCN wird die Art als „Endangered (EN)“, d. h. als stark gefährdet geführt.

## Nachweise

## Weiterführende Literatur
- Pedro Luis Valverde, José Alejandro Zavala-Hurtado, Cecilia Jiménez-Sierra, Beatriz Rendón-Aguilar, Amelia Cornejo-Romero, Sombra Rivas-Arancibia, Gerardo López-Ortega, Marco Aurelio Pérez-Hernández: Evaluación del riesgo de extinción de Mammillaria pectinifera, cactácea endémica de la región de Tehuacán-Cuicatlán. In: Revista Mexicana de Biodiversidad. Band 80, 2009, S. 219–230 (PDF; 393 kB).